# Histoire du pavot somnifère

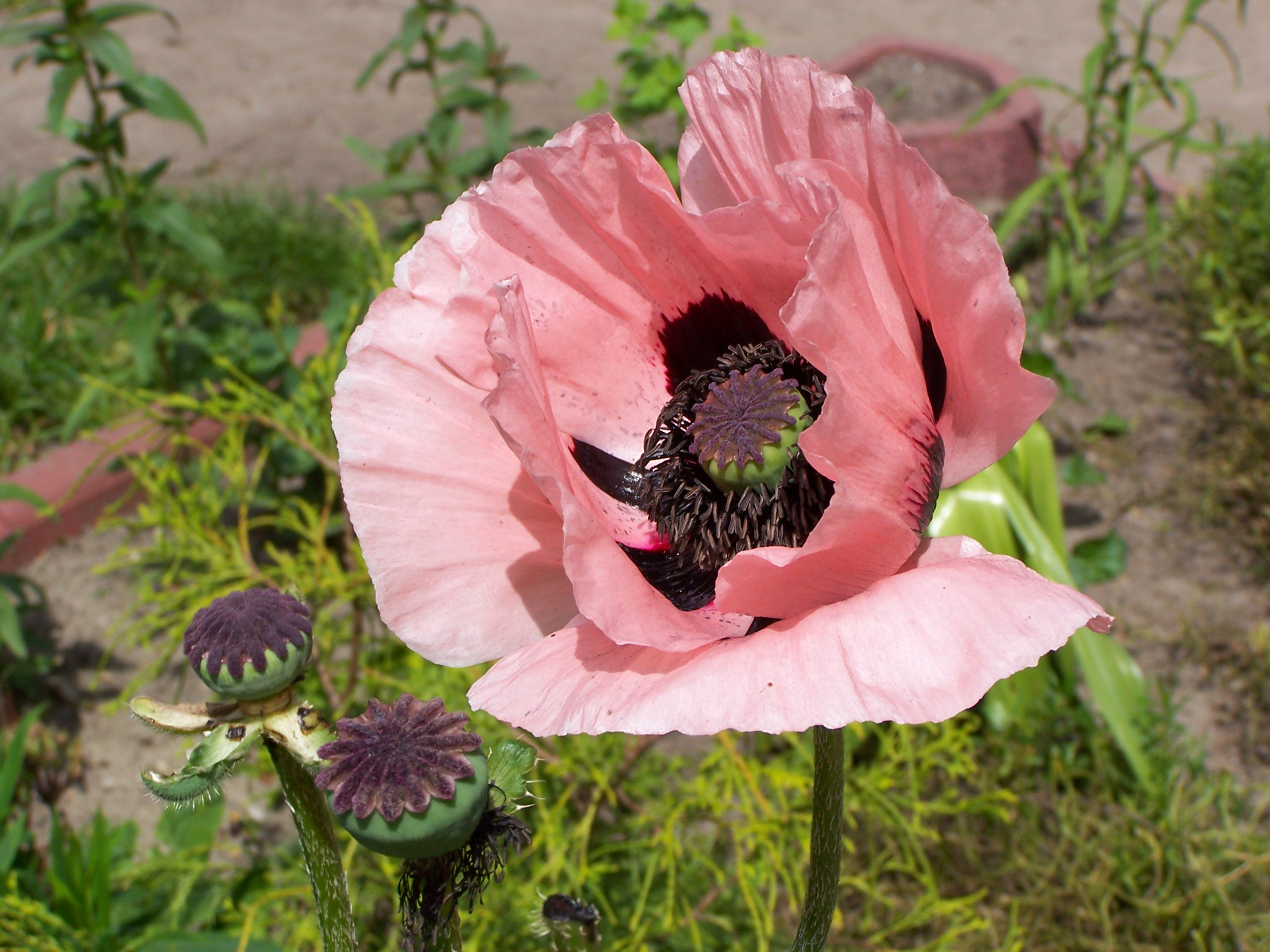
Un spécimen de Papaver Somniferum.

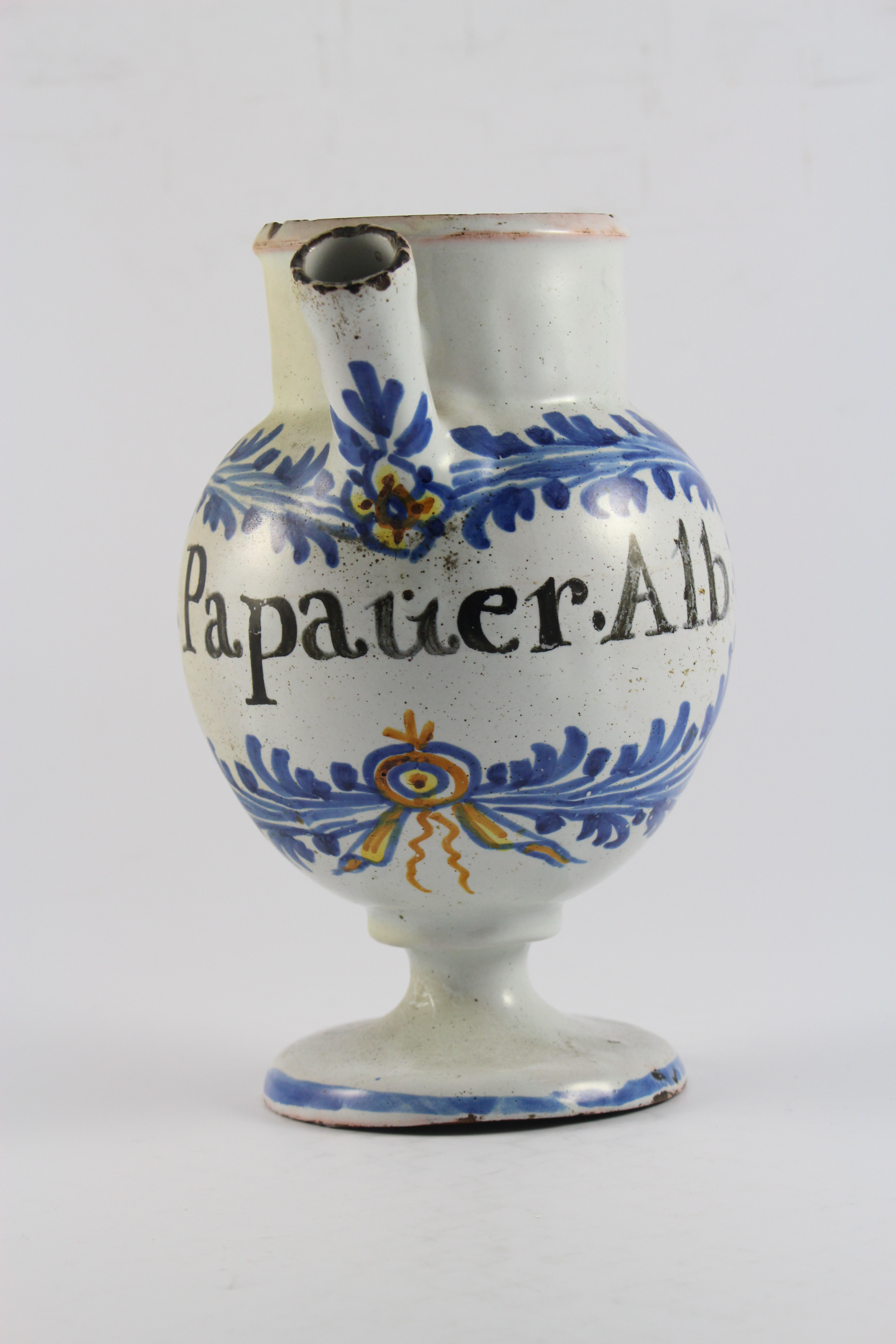
Chevrette (vase) destiné à recevoir du sirop de pavot blanc (extrait d'opium), XVIIIe siècle.

Le Papaver somniferum, ou Pavot à opium est une plante herbacée dont on tire l'opium, qui est le latex s'écoulant des capsules du pavot.
L'opium contient des alcaloïdes psychotropes comme la morphine.
Connu comme l'une des premières drogues de l'histoire, différentes sources historique témoignent de l'utilisation du pavot par les Sumériens, Égyptiens, Grecs, Romains et de nombreux peuples de l'Antiquité, principalement pour ses vertus sédatives et antalgiques. Pline l'Ancien le mentionne dans son Histoire Naturelle, et en décrit l'usage et les effets et le célèbre Galien l'utilise déjà au IIe siècle. Occupant une place de choix dans la pharmacopée européenne durant le Moyen Âge et la renaissance, cultivé dans le jardin des monastères comme plante officinale, il est sélectionné : le pavot originel hypothétique papaver setigerum est devenu le cultivar que nous connaissons aujourd'hui, papaver somniferum. En effet, il n'existe aucun spécimen de pavot connu à l'état sauvage.
Son origine géographique précise s'est perdue mais il semble s'être répandu au gré des migrations, notamment arabes, d'ouest en est.

## Antiquité
Les auteurs antiques comme Homère mentionnent le pavot à opium, ce qui laisse à penser qu'il serait connu depuis la plus haute antiquité. Le pavot est notamment cultivé en haute-Égypte et est mentionné sur le Papyrus Ebers.
Il était connu de la civilisation Minoenne, des mésopotamiens et des cypriotes.

## Époque moderne
Dès 1688, Daniel Ludwig, médecin du duc de Saxe-Gotha, signale dans sa "dissertation de pharmacie" la morphine sous le terme de "magistère d'opium". Il extrait la morphine par extraction acide-base puis précipitation. La morphine ne sera cependant vraiment découverte qu'à partir de 1804. La morphine et ses sels (Codex de 1866) deviendra l'analgésique par excellence des syndromes douloureux, aigus ou chroniques.

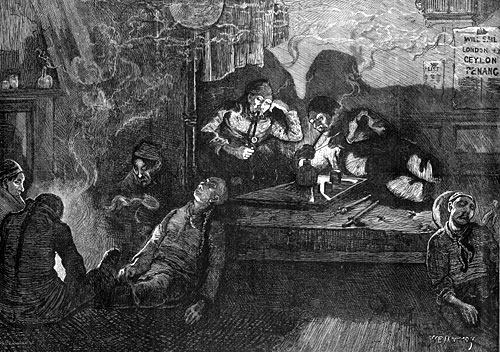
Une fumerie à opium dans les années 1870

Au XIIIe siècle, Sainte Hildegarde indique que « manger la graine apporte le sommeil ». Toujours vers cette époque, le pavot somnifère faisait partie des herbes des vierges prescrites par les matrones pour avorter discrètement et sauver les apparences. Il était également présent dans le jardin des monastères, cultivé par les moines pour ses graines et ses vertus antalgiques.
Au XIXe siècle, la consommation de l'opium en Chine prend une telle importance qu'elle pose au pays un problème politique et de santé publique, notamment en mettant en évidence l'incapacité de l'empereur de faire respecter ses décisions. Il a également un impact débilitant sur les fonctionnaires impériaux, grands consommateurs et économique. L'empereur tente de faire interdire l'opium, contrevenant ainsi aux intérêts britanniques ; ces événements conduiront à la guerre de l'opium.

## Histoire des opiacés

### Morphine

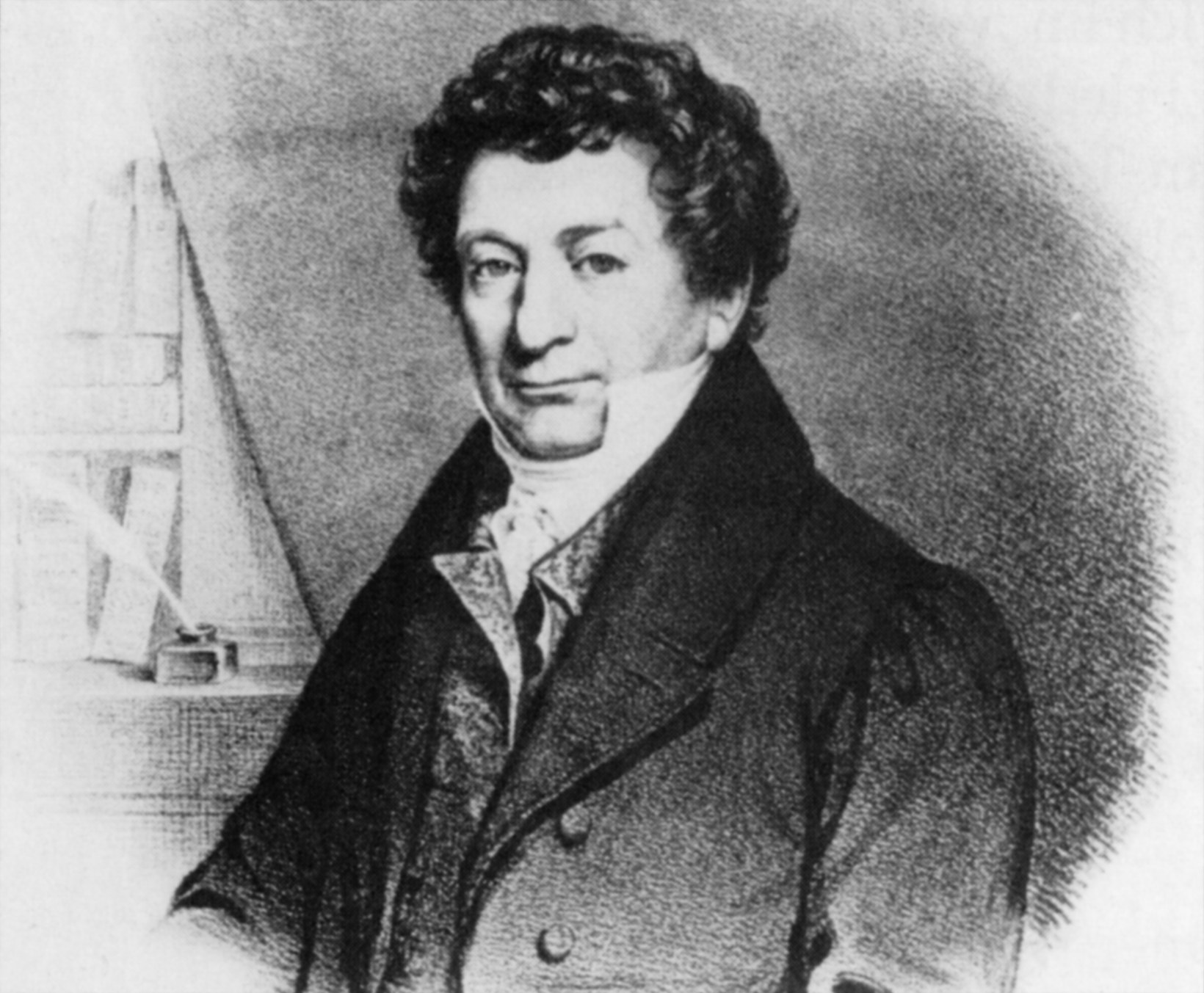
L'allemand Friedrich Sertüner, l'un des découvreurs de la morphine.

#### Découverte
La morphine fut découverte simultanément en 1804 par Armand Seguin et Bernard Courtois, ainsi que par Jean-François Derosne (« sel de Derosne »), mais c’est à Friedrich Wilhelm Sertürner, jeune pharmacien d'Eimbeck près de Hanovre, que revient le mérite (dans ses travaux publiés en 1805-1806 et 1817) d’avoir vu que la substance cristallisée isolée était un alcaloïde, un « alcali végétal ». C'est le premier alcaloïde connu et Sertürner le nomme aussitôt « morphium » car ses effets rappellent le dieu des songes de la Grèce antique, Morphée.
Le scientifique et chroniqueur des sciences Paul-Antoine Cap, qui fut membre de l'académie de médecine et qui écrivit de nombreux ouvrages sur des découvertes et des savants, relate cet épisode particulier :

« L'année suivante, il fit partie des jeunes chimistes qu'Armand Séguin plaça dans le laboratoire qu'il venait d'ouvrir, pour travailler à l'avancement d'une science à laquelle il devait son immense fortune. Dans la répartition des travaux que Séguin voulait entreprendre, Courtois fut désigné pour l'étude de l'opium. Il se consacra avec dévouement à ces recherches et il parvint à isoler de l'opium un corps cristallisé, doué de réactions alcalines, et susceptible de se combiner avec les bases. Cependant, comme il obtenait cette substance par l'intermède de l'ammoniaque, il n'osa pas affirmer que celle-ci fût étrangère aux propriétés alcalines qu'il accusait. Plus hardi que lui, Serturner donna le nom d'alcali végétal à la substance cristalline que Courtois avait découverte, et il eut l'honneur de mettre la science sur une voie nouvelle, en révélant l'existence d'une série de corps, aujourd'hui désignée sous le nom d'alcaloïdes. Le travail de Courtois donna lieu à un mémoire sur l'opium que Séguin lut à l'Institut, le 24 décembre 1804, et qui ne fut inséré que dix ans après, dans les annales de chimie. L'alcaloïde de l'opium y était si nettement indiqué, que Vauquelin n'hésita pas de réclamer en faveur de Séguin la priorité de sa découverte de la morphine, lorsque Serturner publia son travail (1816). Mais ce travail était réellement le fruit des habiles recherches de Courtois. »

— Paul-Antoine Cap, Études biographiques pour servir à l'histoire des sciences, 1857
Friedrich Sertüner publie en 1805 une étude préliminaire dans Journal der Pharmacie de Johann Trommsdorff puis en 1806 l'article final dans lequel il précise n'avoir pris connaissance des découvertes de Derosne qu'après avoir abouti à ses propres conclusions. Dans l'article de 1806 il mentionnait en outre que cette substance — qu'il nomme alors « principium somniferum » — avait des propriétés semblables à un alcali, c'est-à-dire une base Cette découverte importante qui aurait dû susciter l'intérêt des chimistes — c'était la première fois qu'une telle qualité était reconnue à une substance d'origine végétale — n'eut alors que peu d'écho, sans doute parce qu'elle fut publiée dans une publication réservée aux apothicaires. En 1811, il publie plusieurs articles dans le Journal der Pharmacie de Johann Trommsdorff où il affirme clairement la qualité d'alcali du principium somniferum. En 1815, il identifie plusieurs composants.
C'est finalement un article paru en 1817 dans Annalen der Physik de GIlbert qui fait connaître ses travaux sur la substance que Sertürner nomme désormais « Morphium » en référence à Morphée, et sur l'autre composant qu'il isole de l'opium : "l'acide méconique".
Gay-Lussac fait traduire et publier immédiatement cet article dans les prestigieuses Annales de Chimie. C'est lui qui introduit le terme "Morphine".Dans la préface qu'il adjoignit à cette traduction, Gay-Lussac amorça notamment un système de standardisation de la nomenclature de chimie organique qui eut pour première illustration l'apparition du terme de « morphine ». Gay-Lussac demanda à Robiquet de vérifier les résultats de Sertrüner : le « sel de Derosne » s'avéra être une substance différente de la morphine. Robiquet nomma la substance purifiée issue des sels de Derosne « narcotine » (alors même que ces sels étaient dépourvus de propriété narcotique).
La querelle de la priorité de la découverte de la morphine est tranchée en 1831 quand Sertürner reçoit le prix Montyon de l'Institut de France.
Préparée par la combinaison avec des acides, la morphine formait différents sels : l'acétate de morphine, le sulfate et le chlorhydrate de morphine.
La découverte de la morphine et d'autres alcaloïdes est un point crucial dans le développement de la chimie organique dans l'histoire.

#### Développement
En 1818, Magendie fait savoir qu'il a réussi à soulager les souffrances d'une femme. Il utilise alors de la morphine à la place de l’opium en pratique clinique- prescription orale comme sédatif et antalgique. C'est en 1819, que figure pour la première fois sur un formulaire de prescription des hôpitaux de Paris, une préparation buvable d'acétate de morphine mais seulement en 1822 que la parution de son Formulaire fait connaître la morphine au monde médical. Il en caractérise l'usage sous forme de sulfate et d'acétate. L'entrée de la morphine se fait alors dans la thérapeutique grâce aux préparations de sels de morphine à base d'acétate de morphine que Magendie appelait « gouttes calmantes ». La morphine n'entame véritablement sa carrière thérapeutique — sous sa forme acétate — qu'à partir de 1823 ; c'était là une substance chère et mélangée à de la narcotine. Magendie, dès la septième édition de son formulaire, développe une forme à action rapide, de manière contemporaine à Antoine Limbert : il place la morphine sur la surface d'une plaie vésicatoire : c'est la voie endermique. Cette voie est reconnue par Mérat et De Lens comme très efficace dans le traitement des rhumatismes et des névralgies.
En 1828, Bally, fort d'une étude portant sur plus de 700 malades, précise les effets de la morphine ; il publie ses Observations sur les effets thérapeutiques de la morphine ou narcéine ; en 1823, Bally étudiait les effets de l'acétate de morphine à l'exclusion de tous les autres sels.
En 1831, William Grégory, à Édimbourg, fait connaître un procédé pour obtenir du chlorhydrate de morphine à un coût comparable à celui du Laudanum et très pur. Ce produit est commercialisé dès 1833.
En 1832, examinant le procédé de Gregory, Robiquet met au jour une autre substance active de l'opium, la codéine.
La galénique se limitait alors souvent aux formulations per-os, principalement des solutions ou de sirops
L'usage de la voie endermique, qui consistait à déposer de la poudre sur une portion de peau mise à nu par un vésicatoire, le marteau de Mayor ou par les cantharides, était alors marginal et fut étudié pour le traitement des rhumatismes ; en 1837, Lafargue, utilisant une lancette, pratiquera une inoculation sous-cutanée qualifiée de « vaccination morphinique. »
La morphine va rencontrer l’invention de la seringue hypodermique à aiguille creuse du médecin orthopédiste lyonnais Charles Pravaz en 1850 destiné au départ à l'injection de fer coagulant dans le traitement des anévrismes. C'est le médecin écossais Alexander Wood qui pratiqua toutefois le premier l'injection sous-cutanée de morphine; puis, dans une série d'observations qu'il publia en 1855, il remarqua l'efficacité des injections pratiquées, notamment celles qui contenaient le chlorhydrate de morphine, contre les névralgies. Le Dr Alexander Wood réalisait ses injections au moyen d'une seringue Ferguson, non graduée et moins pratique que celle de Pravaz. Le Dr Louis Jules Béhier, professeur à la faculté de Paris et ancien médecin de Louis-Philippe, importe la thérapeutique inventée par Wood en France en 1859,.
Les formes galéniques pour injection intraveineuse de morphine chez l'homme n'auront cours qu'au vingtième siècle, notamment en association avec la scopolamine.
L’injection intraveineuse d’un principe actif d’une plante est réalisée pour la première fois dans l’histoire des sciences. La morphine fut ainsi le premier médicament réellement puissant et inaugura l’ère moderne de la pharmacologie et de la médecine. À partir de cette date, une utilisation massive de la morphine contre la douleur devient possible tant à l'hôpital que sur les champs de bataille.
L'apparition de la forme injectable, particulièrement sur les champs de bataille (guerre de Sécession aux États-Unis, guerre de Crimée, guerre austro-prussienne, guerre franco-prussienne de 1870 en Europe, etc.) révolutionne complètement le traitement des blessures, et de la chirurgie, notamment dans le cas des amputations qu'elle rend mieux tolérables par le patient.

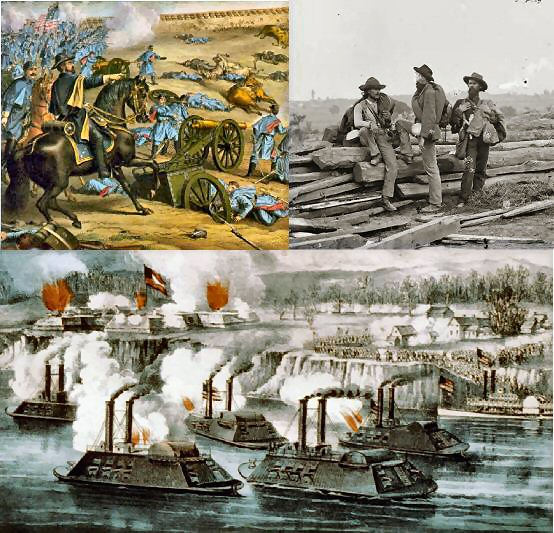
C'est pendant la guerre de Sécession que la morphine est utilisée pour la première fois sur des blessés de guerre.

L'anesthésie est alors réalisée en combinaison avec le chloroforme, association synergique dont l'efficacité fut, au regard des pratiques de l'époque, une nouveauté.
En effet, la pratique de l'amputation était souvent réalisée sans anesthésie ou à l'aide d'agents anesthésiques désormais désuets tels que l'éther, introduit par William E. Clarke en 1842 ou de l'hydrate de chloral, dont la première utilisation en anesthésie intraveineuse date de 1875. La première injection de morphine intraveineuse pour l'anesthésie est quant à elle réalisée pour la première fois au début du XXe siècle, en combinaison avec la scopolamine,, destinée prévenir les vomissements causés par la morphine ou le chloroforme, puissants émétisants et à réduire la tension musculaire,.
C'est dans ce contexte d'utilisation en médecine militaire qu'apparaît ce que l'on appelle alors la « maladie du soldat » puis « morphinisme » et enfin « morphinomanie ».
Pendant la guerre de 1870, la morphine est distribuée sans retenue aux blessés ; elle est également distribuée aux combattants valides à qui elle donne le courage de monter au front,. Les premières descriptions de morphinomanie apparaissent dès 1871 d'autant qu'elle est alors en vente libre dans de nombreuses préparations pharmaceutiques artisanales pour soigner les maux les plus divers. L'opium était toutefois bien plus largement répandu.
En 1877, le Dr Levinstein et le pharmacologue Louis Lewin introduisent la notion de manie issue de la psychiatrie, alors naissante, et décrivent pour la première fois ce que l'on appellera « toxicomanie » stigmatisant pour le grand public la morphine dans cette image péjorative. Son prix moins accessible que l'alcool en fait un produit en vogue dans l'aristocratie jusqu'au début du XXe siècle et nombre de personnages connus sont réputés pour leur morphinomanie : Baudelaire, John Pemberton, Béla Lugosi, Hermann Göring, Otto von Bismarck, Alphonse Daudet, Jules Verne à la suite d'une balle dans le pied, Édith Piaf, etc.  En cette fin de XIXe siècle, la morphine est un des médicaments les plus populaires de tous les temps et l'un des plus efficaces. Aussi le personnel soignant n'est pas toujours au fait des dernières recommandations de l'époque. La morphine devient alors le prototype de la substance addictogène, au même titre que la cocaïne. Elles sont considérées comme des fléaux.
La morphinomanie est alors très répandue dans les couches aisées, et les méthodes de désintoxication ou de sevrage sont multiples, ainsi sont les abus. En effet, les protocoles de sevrage vont alors de la suppression brusque de la morphine au sevrage dégressif, au frais du patient, comme le dénonce à l'époque Laurent Tailhade dans son pamphlet "La Noire Idole". Les consommateurs s'injectent alors au moyen de l'aiguille de Pravaz de la morphine, peu régulée et vendue parfois par des pharmaciens peu scrupuleux. Les médecins furent également accusés d'avoir causé nombre de morphinomanies, particulièrement en délaissant la responsabilité de l'injection à des proches ou au patient lui-même; les jugements moraux sont alors monnaie courante, et à leurs côtés les préjugés raciaux ou politiques,.
La morphine est également donnée aux soldats pendant la Première Guerre mondiale, dont certains deviennent dépendants, comme Hermann Göring, soigné à l'origine pour une blessure à la jambe. Ainsi, En 1927, le médecin soviétique Mikhaïl Boulgakov s'inspire de son expérience personnelle pendant la Première Guerre mondiale lors de son retrait du front en 1917 et publie la nouvelle fleuve "Morphine" dans laquelle le médecin Poliakov sombre dans la morphine. Boulgakov défend alors le mérite pour un médecin de tester sur lui-même certains médicaments. Le réalisme clinique est inédit, et d'un dénouement tragique. Écrit dans un contexte de toxicomanies croissantes, cette nouvelle est un monument de la littérature romanesque en relation avec les drogues, au même titre qu'"Opium" de Jean Cocteau.

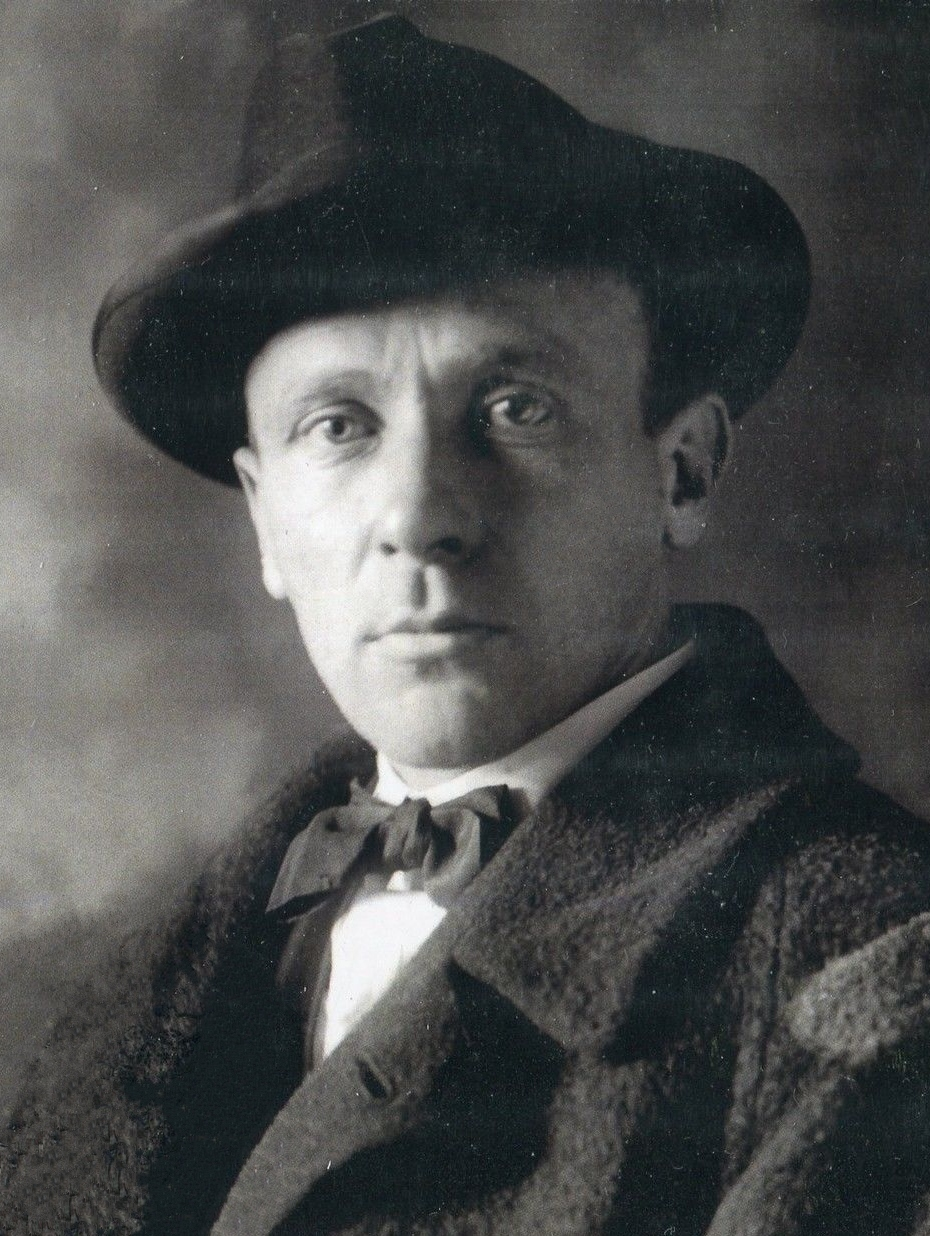
L'écrivain Mikhaïl Boulgakov

En 1874, Alder Wright découvre la diacétylmorphine, nommée Héroïne en référence aux espoirs qu'elle suscite alors en tant que remplaçant éventuel de la morphine, source d'addictions. Outre son usage comme antalgique (analgésique), antitussif notamment en sirops (dont elle a conservé l'indication à travers sa prodrogue la codéine), elle était utilisée aux États-Unis d'Amérique pour soigner toute une gamme d'affections mentales (alcoolisme, dépression, psychose maniaco-dépressive, hystérie, les mères en donnaient à leurs enfants pour les endormir, etc.) jusqu'aux mesures prises par l'Opium Act en 1906 (qui prohibent la production, le commerce, la détention et l'usage des drogues d'opium et ses dérivés aux États-Unis). Et c'est à l'initiative des États-Unis que se tiendront les premières conventions internationales sur les stupéfiants dont la Convention Internationale de l'Opium qui réglemente spécifiquement la morphine et sur laquelle se sont moulées la plupart des lois anti-drogue mondiales jusqu'à nos jours.
La pharmacologie de la morphine commence à être catégorisée, et la dépendance qu'elle induit lui est attribuée, malgré des débats.
Dans des articles parus en 1923 puis en 1925, les chimistes britanniques J. Masson Gulland et Robert Robinson rendent compte de sa structure moléculaire complexe. Cette formulation chimique ne sera définitivement acceptée qu'en 1950.
Au début des années 1950, on redécouvre les bienfaits de la morphine grâce au cocktail de Brompton, mais en le réservant pour apaiser les souffrances à la fin de la vie. Ce cocktail était composé d'un mélange de morphine, de cocaïne (ou d'amphétamine) et d'un sédatif comme l'alcool ou la chlorpromazine.
En 1952, Marshall Gates et Gilg Tschudi proposent une méthode de synthèse chimique qui sera améliorée deux ans plus tard par David Ginsburg. S'il est possible de synthétiser chimiquement la morphine ou ses dérivés, l'extraction de l'opium restera utilisée malgré tout du fait de son coût plus faible que la méthode industrielle. Néanmoins, la synthèse chimique donnera naissance à des composés chimiques de structure proche mais d'effets différents comme le levorphanol (en) (puissant analgésique) ou le dextrorphane, un antitussif dissociatif proche de la kétamine.
En France, Henri Laborit élabore un cocktail injectable associant opiacés et neuroleptiques qui fut utilisé pendant la guerre d'Indochine pour faciliter le transfert des blessés vers l'arrière où on pouvait les opérer. Ce mélange fut précurseur de la neuroleptanalgésie.
À partir des années 1970, l'utilisation de la morphine augmente du fait des infirmiers et des médecins les plus à l'écoute de la douleur de leurs patients, qui réclamèrent une meilleure prise en charge de la douleur de manière contemporaine à l'abus croissant [style à revoir]de spécialités contenant des antalgiques mineurs comme l'aspirine. Parallèlement, la recherche fondamentale fait de grands progrès dans la compréhension du fonctionnement de la morphine. Dans les années 1960 et 1970, on suspecte l'existence de récepteurs cérébraux dédiés, particulièrement du fait de ressemblances structurelles entre agonistes opioïdes.
En 1973, des chercheurs suédois et américains mettent en évidence, in vitro, l'existence de récepteurs spécifiques aux opioïdes au niveau du système nerveux central.
En 1975, en Écosse, Hughes et Kosterlitz partent de l'hypothèse que la morphine « végétale » doit prendre la place sur les récepteurs de molécules endogènes. Ils découvriront ainsi les endomorphines, « morphines » naturellement produites par le corps humain, qu'ils nommeront « enképhalines ». Cette découverte ouvrira la voie à une multitude d'autres qui permettront dans les années 1980 de mieux comprendre le fonctionnement de la douleur et de l'action de la morphine. Dans les années 1980, on continua le progrès dans l'adaptation des doses aux besoins des patients et on découvrit de nouvelles voies d'administration (voie médullaire, voie cérébro-ventriculaire, voie intraveineuse ou sous-cutanée continue). On voit aussi apparaître les premiers comprimés ou gélules à action prolongée qui permettent au patient de ne prendre qu'une dose toutes les 12 heures et retrouver ainsi une part de son autonomie. Des versions à une seule prise par jour apparaîtront dans les années 1990. Durant cette période de fin de siècle, la lutte contre la douleur devint une priorité majeure de santé publique, notamment en France et au Canada avec des programmes de traitement de substitution de la dépendance aux opiacés (la mise sur le marché de la buprénorphine date de 1996 en France) et des plans contre la douleur. Définie comme une priorité, la lutte contre la douleur passe par la redécouverte des opiacés et leur usage croissant. Ainsi, de nouvelles formes galéniques de la morphine, notamment à libération prolongée comme le Skénan, le Moscontin ou le Kapanol, et à libération immédiate[style à revoir]. L'arrivée sur le marché d'autres antalgiques comme l'oxycodone signe également ce renouveau. Le développement des centres de lutte contre la douleur en France et au Canada s'est fait au début des années 2000. Le mésusage de ces spécialités est également apparu, de même que leur utilisation comme substitut d'autres opiacés comme l'héroïne.